# Rikke Jensen
Rikke Slumstrup Jensen (født 30. september 1995) er en dansk håndboldspiller, der spiller for Ringkøbing Håndbold i Damehåndboldligaen. Hun har har tidligere optrådt for FC Midtjylland Håndbold indtil 2015. Jensen har også repræsenteret de danske ungdomslandshold og deltog desuden ved U/19-EM i håndbold i Danmark 2013 med bronzemedaljer og Ungdoms-VM i håndbold 2012 i Montenegro, hvor det danske hold vandt guld.
Hun var med til at vinde det danske mesterskab tilbage i 2015, sammen med FC Midtjylland Håndbold, efter finalesejre over Team Esbjerg. Herefter valgte hun at skifte til den svenske topklub IK Sävehof, med hvem hun også spillede i EHF Champions League for. I november 2017 blev hun udlejet på 3 måneder til bundklubben BK Heid, hvor hun den efterfølgende sæson valgte at skifte permanent. I 2018/19-sæsonen spillede hun for HK Aranäs, i den andenbedste svenske række Damallsvenskan. Efter flere tre år i svensk håndbold, skiftede hun i sommeren 2019 hjem til ligaoprykkerne fra Ringkøbing Håndbold. Her skrev hun en to-årig kontrakt.
Sommeren 2023 rejser Rikke Jensen til Volda, Norge. Hun har underskrevet en to-årskontrakt med Volda Handballklubb.